# 硫酸钪
硫酸钪是一种无机化合物，化学式为Sc2(SO4)3。

## 制备
硫酸钪可以通过蒸发硫酸和硝酸钪的混合物得到。
钪、氧化钪或氢氧化钪和稀硫酸反应，也能制得硫酸钪：
2 Sc + 3 H2SO4 → Sc2(SO4)3 + 3 H2↑
Sc2O3 + 3 H2SO4 → Sc2(SO4)3 + 3 H2O

## 性质
硫酸钪是无色晶体，易溶于水。然而，在硫酸的存在下，硫酸钪的溶解度会大大减小。硫酸钪属于三方晶系，空间群为R3（编号148）。。它在室温可以形成五水合物，100℃时脱水为二水合物。它的八水合物也是已知的。硫酸钪在600℃开始分解，850℃完全分解，形成氧化钪。
硫酸钪和六次甲基四胺在溶液中反应，可以制得碱式硫酸钪Sc(OH)2.2(SO4)0.4。硫酸钪和硫酸羟胺按1：1化学计量比混合后结晶，可以得到无色的三斜晶系晶体Sc(NH3OH)(SO4)2·1.5H2O。